# 1992年アルベールビルオリンピックのイタリア選手団
1992年アルベールビルオリンピックのイタリア選手団（1992ねんアルベールビルオリンピックのイタリアせんしゅだん）は、1992年2月8日から2月23日までフランスのサヴォワ県アルベールヴィルで開催された1992年アルベールビルオリンピックのイタリア選手団、およびその競技結果。

## 概要
今大会は金メダル4個、銀メダル6個、銅メダル4個の計14個のメダルを獲得した。金メダル数は過去最多タイ、銀メダルと銅メダルは過去最多、合計20個のメダルも過去最多となった。
アルペンスキーでは、アルベルト・トンバが男子大回転で1988年カルガリーオリンピックに続いて金メダルを獲得し、2連覇を達成した。

## メダル
| メダル | 選手名                                                                                              | 競技                   | 種目               |
| ------ | --------------------------------------------------------------------------------------------------- | ---------------------- | ------------------ |
| 金     | アルベルト・トンバ                                                                                  | アルペンスキー         | 男子大回転         |
| 金     | ヨゼフ・ポリグ                                                                                      | アルペンスキー         | 男子複合           |
| 金     | デボラ・コンパニョーニ                                                                              | アルペンスキー         | 女子スーパー大回転 |
| 金     | ステファーニア・ベルモンド                                                                          | クロスカントリースキー | 女子15km複合       |
| 銀     | アルベルト・トンバ                                                                                  | アルペンスキー         | 男子回転           |
| 銀     | ジャンフランコ・マルティン                                                                          | アルペンスキー         | 男子複合           |
| 銀     | マルコ・アルバレロ                                                                                  | クロスカントリースキー | 男子10kmクラシカル |
| 銀     | マウリーリョ・デ・ゾルト                                                                            | クロスカントリースキー | 男子50kmフリー     |
| 銀     | ジュゼッペ・プーリエ マルコ・アルバレーロ ジョルジョ・ヴァンツェッタ シルビオ・ファウネル           | クロスカントリースキー | 男子4×10kmリレー   |
| 銀     | ステファーニア・ベルモンド                                                                          | クロスカントリースキー | 女子15km複合       |
| 銅     | ジョルジョ・ヴァンツェッタ                                                                          | クロスカントリースキー | 男子25複合         |
| 銅     | ジョルジョ・ヴァンツェッタ                                                                          | クロスカントリースキー | 男子50kmフリー     |
| 銅     | ビーチェ・ヴァンツェッタ マヌエラ・ディ・チェンタ ガブリエラ・パルッツィ ステファーニア・ベルモンド | クロスカントリースキー | 女子4×5kmリレー    |
| 銅     | ハンスヨルグ・ラッフル ノルベルト・フーバー                                                         | リュージュ             | 男子2人乗り        |